# Kreuzerhöhungskirche (Mannheim)

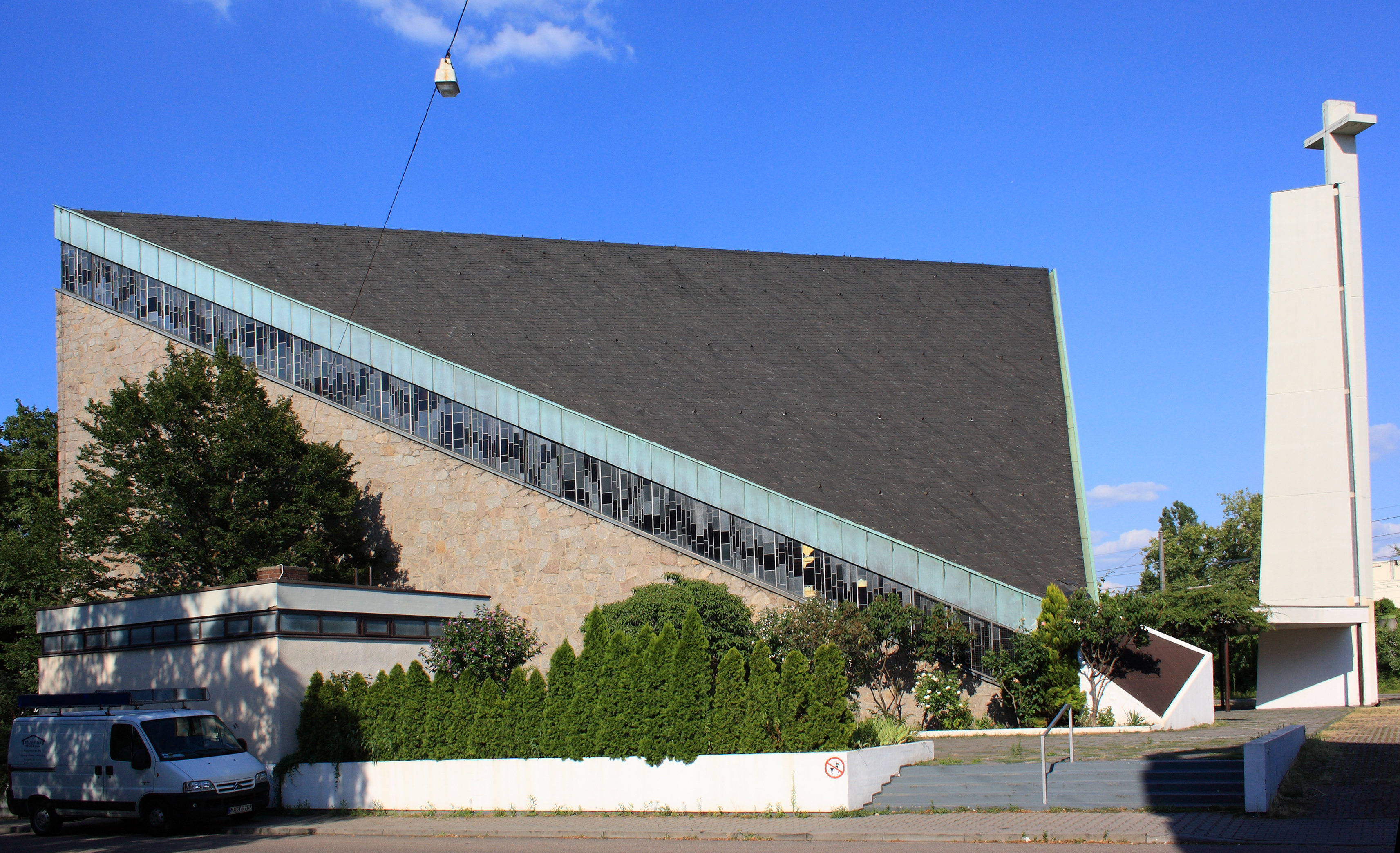
Kreuzerhöhungskirche

Die Kreuzerhöhungskirche ist eine griechisch-orthodoxe Kirche im Mannheimer Stadtteil Luzenberg. Sie wurde zwischen 1965 und 1966 nach den Plänen von Heinz Heß als katholische Filialkirche erbaut.

## Geschichte
1853 errichtete das französische Unternehmen St. Gobain auf Käfertaler Gemarkung eine Spiegelfabrik mit einer Arbeitersiedlung, der Keimzelle des späteren Waldhof, und 1861 die sogenannte Spiegelkirche. Ab 1910 entstand südlich davon die Wohnbebauung Luzenbergs. Für die katholischen Einwohner war der Pfarrer der Waldhöfer St.-Franziskus-Kirche zuständig. Im Zweiten Weltkrieg wurde die Spiegelkirche zerstört und nicht wiederaufgebaut. Zwanzig Jahre später wurde 1965 der Grundstein für eine Filialkirche in Luzenberg gelegt. Bereits im Jahr darauf wurde sie fertiggestellt und am 17. Juni 1966 zur Ehren des Heiligen Martin von Weihbischof Karl Gnädinger konsekriert.
Wenngleich Griechen in Mannheim mindestens schon seit dem 19. Jahrhundert lebten, so nahm ihre Zahl erst mit der Anwerbung von Gastarbeitern aus Griechenland zu, so dass es 1963 zur Gründung einer griechisch-orthodoxen Kirchengemeinde der griechisch-orthodoxen Metropolie von Deutschland kam. Die Gottesdienste wurden in verschiedenen Kirchen gefeiert, bis die Gemeinde 1981 erstmals in der St.-Martin-Kirche zu Gast war. 1987 wurde ein Überlassungsvertrag mit der katholischen Gesamtkirchengemeinde Mannheim geschlossen. Der letzte katholische Gottesdienst wurde 2005 in der St.-Martin-Kirche gefeiert, ehe schließlich 2010 die griechisch-orthodoxe Gemeinde die Kirche erwarb und in „Kreuzerhöhung zu Mannheim“ umbenannte.

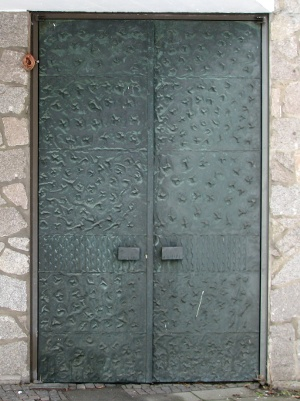
Eingangsportal

## Beschreibung
Die Kreuzerhöhungskirche steht am nördlichen Ortseingang an der vielbefahrenen Bundesstraße 44. Mit ihrer markanten Architektur setzt sie einen deutlichen städtebaulichen Akzent. Erst kurz zuvor waren die Richtlinien des Erzbistums Freiburg gelockert worden, die ein Langhaus vorgeschrieben hatten. Trotzdem wurde der Entwurf 1961 vom erzbischöflichen Ordinariat zunächst abgelehnt, ehe er aufgrund der einmütigen Befürwortung von Gemeinde, Stadtdekanat und erzbischöflichem Bauamt umgesetzt wurde. Der Grundriss basiert auf einem Deltoid mit einem stumpfen Winkel. Das an ein Zelt erinnernde Dach ist an den Seiten bis zum Boden heruntergezogen. Der abgesetzt stehende Turm wiederholt den Grundriss der Kirche.